# Stefano Infessura
Stefano Infessura (c. 1435 – c. 1500) est un historien, chroniqueur et avocat humaniste italien.

## Biographie
Stefano Infessura est connu pour son Diarium urbis Romae (Journal de la ville de Rome), une chronique partisane des événements de Rome selon le point de vue de la famille Colonna. Infessura était en mesure d'entendre tout ce qui circulait dans les milieux romains informés, car il était le secrétaire de longue date du Sénat romain. Les anecdotes qu'il raconte peuvent être teintées par sa propre nature partisane, mais son journal enregistre fidèlement les nouvelles qui faisaient le tour de la ville, qu'elles soient vraies ou non. « Il a inséré tous les fragments des potins les plus absurdes et malveillants de la société romaine, et n'est donc pas considéré comme un chroniqueur fiable » est-il écrit dans le New Catholic Dictionary.    
Le journal d'Infessura, en partie en latin et en partie en dialecte romanesco ancien, le Diarium urbis Romae (Diario della Città di Roma) est d'une valeur de première main  pour les pontificats de Paul II (1464-1471), Sixte IV (1471-1484), Innocent VIII (1484-1492), et le début du pontificat d'Alexandre VI. 